# Tribia coronata
Tribia coronata is een slakkensoort uit de familie van de Cancellariidae. De wetenschappelijke naam van de soort is voor het eerst geldig gepubliceerd in 1835 door Scacchi.